# Iselin Moen Solheim
Iselin Maria Moen Solheim, född 7 augusti 1995 i Notodden, är en norsk fristilsbrottare. År 2019 fick hon en bronsmedalj under de europeiska spelen i Minsk.